# Moneda catalana

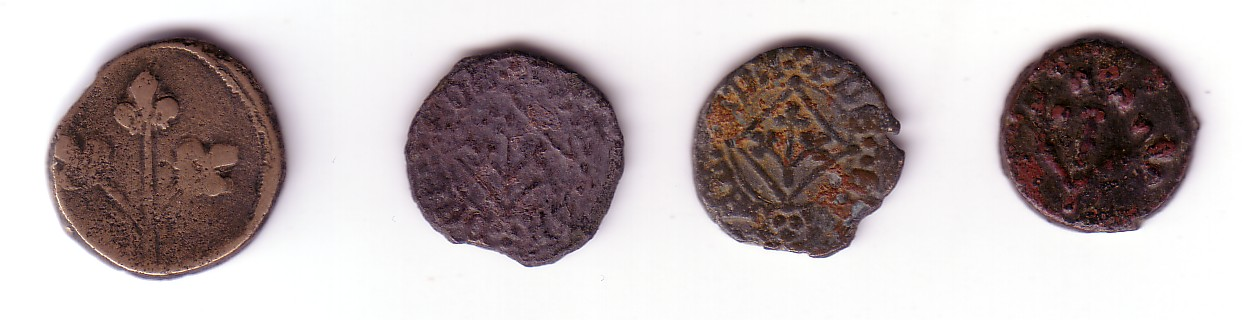
Antigues pugeses catalanes

La moneda catalana, en sentit ampli, és aquella moneda batuda als Països Catalans. L'origen de la moneda catalana es remunta amb les monedes emporitanes dels segles V-IV aC. Més endavant apareix la moneda catalana en el període carolingi i comtal: el florí català i les monedes de Tarragona, que s'inicien amb l'afebliment del poder carolingi. Apareixen els diners dels diferents comtats, que cada vegada tenien menys valor.

## Seques
Hi ha constància de seques moneda batuda a Catalunya en diversos llocs i èpoques. Durant l'època romana s'encunyà moneda a sis llocs: Empúries, Tarragona, Tortosa, Lleida, Roses i Ceret. Durant el Regne Visigòtic els llocs es restringeixen a Tarragona, Tortosa i Barcelona. Sembla que els comtats catalans tenien potestat d'emetre moneda Barcelona, Empúries, Cerdanya, Pallars, Urgell, Besalú i Rosselló i que hi hauria seques estables en les seves respectives capitals. Sembla que a Vic, Girona, Cervera, Manresa, Peralada i Tarragona, també s'emeté esporàdicament moneda en aquesta època. Amb la unificació dels comtats catalans sota domini de Ramon Berenguer IV, Comte de Barcelona i Rei d'Aragó, les principals seques es restringiren a Barcelona, Mallorca i Perpinyà. A finals de segle xv es constata un augment desmesurat de les seques a Catalunya per un ban de Ferran el Catòlic emès el 1488 per a restringir la circulació de moneda francesa i per una petició del Consell de Cent de 1491 al Rei que prohibís les múltiples fàbriques de moneda al Principat. Emperò al segle xvii el problema de la multiplicitat de seques torna a posar-se de manifest: Girona, Agramunt, Banyoles, Lleida (1626), durant la Guerra dels Segadors es disparen els llocs d'emissió monetària: Agramunt, Balaguer, Barcelona, Bellpuig, Besalú, Cardona, Caldes (Caldes de Malavella?), Cervera, Empúries, Girona, Granollers, Lleida, Manresa, Olot, Perpinyà, Reus, Solsona, Tagamanent, Tarragona, Tàrrega, Tortosa, Vilafranca (Vilafranca del Penedès?) i Vic (1641). També hi ha constància que es baté moneda a Arbeca, Aitona, Igualada, Sant Llorenç de Morunys, Montblanc, Oliana, Organyà, Poblet, Ponts, Prades, Sanaüja, Selva, Seu d'Urgell, Tiurana, Valls i Vilanova de Meià.

## Diferents monedes vigents a Catalunya
A Catalunya en època romana les monedes eren aliatges de coure o bronze, poques de plata i sense presència d'aquelles fetes d'or. En l'època en què Galba fou governador de la Tarraconense – anys 68 i 69- s'encunyaren monedes d'or (aureus), de plata (denari) i de bronze (as). La situació s'invertí en època visigòtica. En època dels comtats catalans les monedes eren principalment fetes d'or i plata i durant la Corona d'Aragó i la seva integració dins de la Monarquia Hispànica eren de plata i or i també de bronze.
El quatern era una moneda catalana de billó creada per Pere II per decisió del IX de les calendes d'abril de 1212. També se'n deia moneda de Cort. El seu valor era de quatre marcs d'argent i vuit de coure.
L'any 1346 Pere III el Cerimoniós crea una nova moneda: el florí d'or d'Aragó, i estableix una seca a Perpinyà per a les encunyacions de monedes reials d'or. Es va encunyar a imitació dels de Florència. A més de Perpinyà, també es va encunyar a Barcelona, Girona, València i Mallorca, però mai a Aragó.

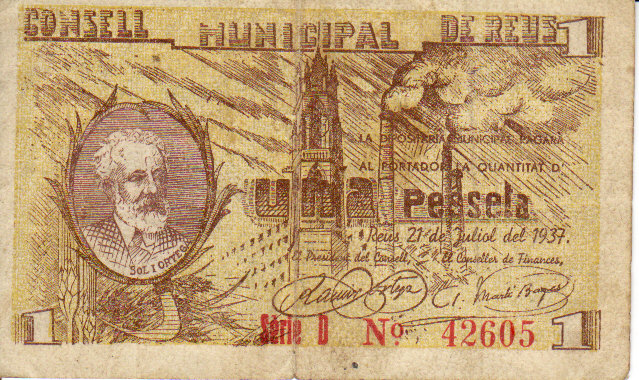
Bitllet d'una pesseta emès pel Consell Municipal de Reus durant la Guerra Civil espanyola

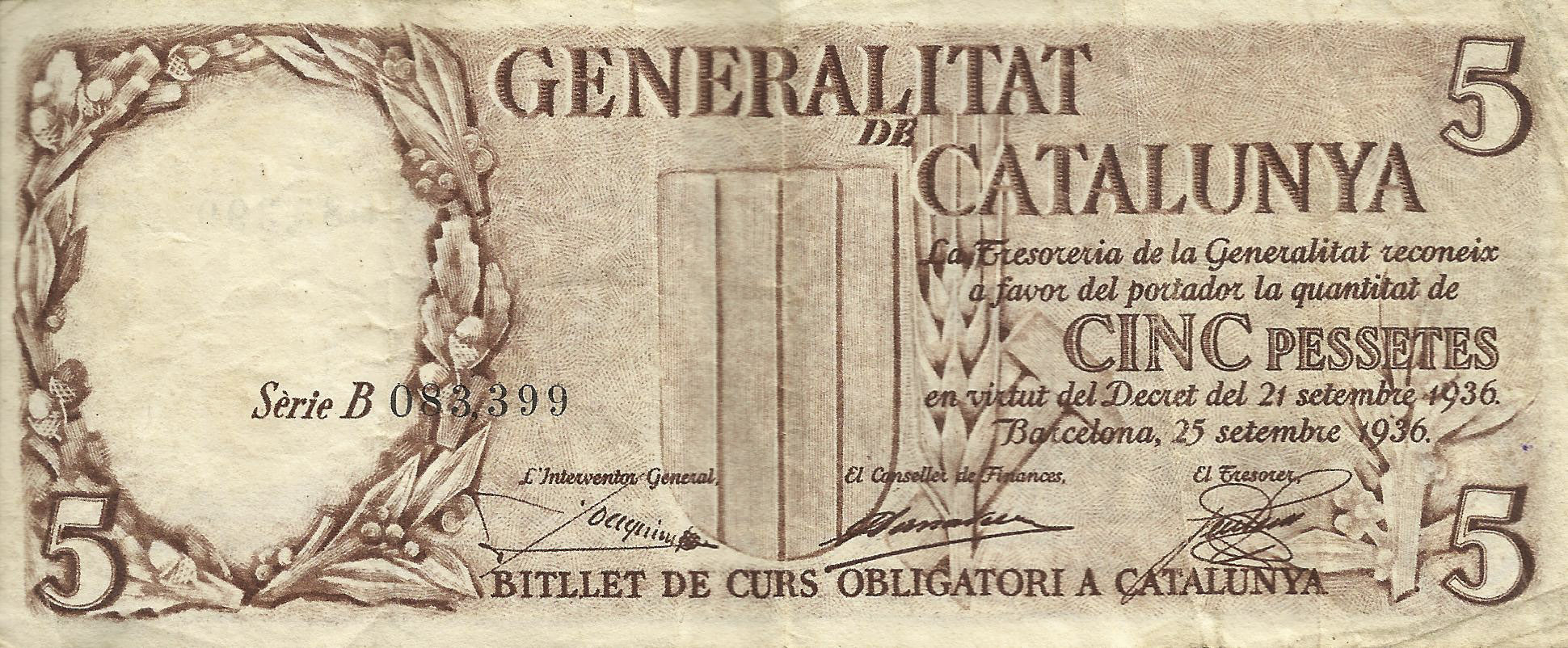
Bitllet de 5 pessetes realitzat per la Generalitat de Catalunya durant la Guerra Civil Espanyola, 1936

El croat era una moneda barcelonina d'argent, encunyada des de l'època de Pere II fins a Felip V. També s'anomenaven diners de plata barcelonins, rals d'argent i grossos blancs. El seu nom ve de la creu que portava al revers. Va ser abolit l'any 1718 amb els Decrets de Nova Planta.
A partir del 1612, com que el diner valia poc, es generalitza l'encunyació de múltiples superiors com el sou i la lliura, que al Principat van estar en circulació fins a prou més enllà del 1714.
L'escut va ser la moneda vigent des de l'any de la reforma de Salaverría (1864). Fins llavors hi havia més de 90 monedes legals entre els habitants de l'Estat espanyol, com ara els diners, els doblers, els escuts, els maravedís, els rals de billó, les lliures mallorquines i, fins i tot, sestercis romans.
Els Decrets de Nova Planta (1714) suposaran la pèrdua de la capacitat legislativa i del control econòmic, fiscal, judicial, duaner i monetari propi i dependència dels aparells polítics castellans, tot imposant l'autoritat real, per damunt de la legal.
Durant la primera guerra carlina es van encunyar monedes amb l'efígie de Carles V.
Durant la Guerra Civil (1936-39), els ajuntaments catalans van fer circular fins a 3.384 bitllets diferents de la moneda en vigor aleshores a Espanya, la pesseta.
Sistema grec
- Dracma emporitana o d'Empúries.[9][10]

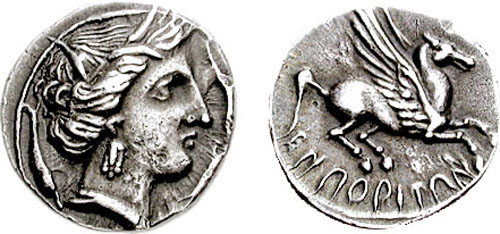
Didracma emporitana

- Unça, antiga unitat de pes equivalent a 8 dracmes.
- Talent, unitat de pes grega, equivalent a 60 dracmes.
- As d'Empúries.[11] Més tard, l'as va ser la base del sistema monetari romà. Comprenia dotze unces, com la lliura.

Sistema romà
- Marc de coure.

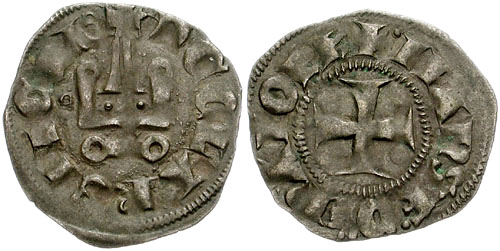
Denari de Ferran de Mallorca

- Marc d'argent, equivalent a 2 marcs de coure.
- Quatern de billó, equivalent a 4 marcs d'argent.
- Sesterci
- Denari equivalent a 4 sestercis, i a una dracma.[12]

Sistema visigot
- Tremís de Barcelona[13]
- Tremissis[14][15]

Sistema carolingi

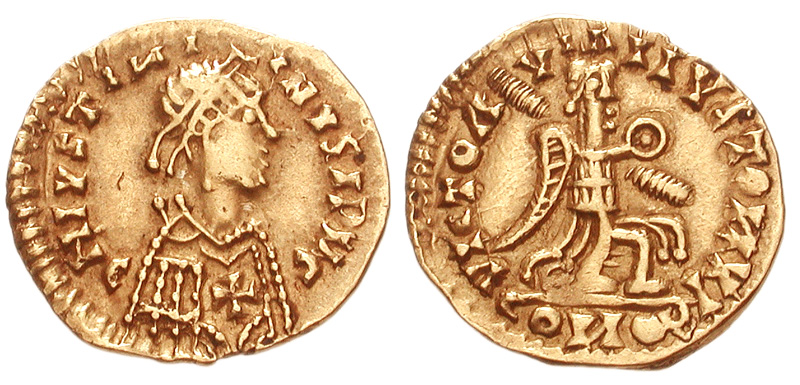
Tremís visigot

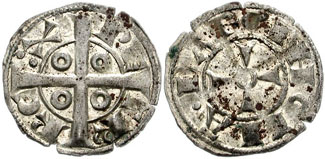
Diner de Pere II, amb inscripció "Barquinona" (Barcelona, 1213)

- Lliura mallorquina (o lliura carolíngia) que era una unitat de compte, equivalent a 20 sous, i no era pas moneda.[16]
- Sou que era una unitat de compte, equivalent a 12 diners de tern, i no era pas moneda.
- Malla barcelonina, també anomenat óbol, moneda equivalent a mig diner. Moneda d'argent, utilitzada els segles IX i X, o de billó, a partir del segle x.[17][18]
- Pugesa, moneda de billó, equivalent a 5 sous, o un quart de diner.[19]
- Pellofa, peça sense valor monetari, utilitzada en algunes comunitats religioses.[20]
- Croat de Barcelona o Reial d'argent, creat el 1285 pel rei Pere II, equivalia a dotze diners de tern i tingué el seu origen en el pirral d'argent.[21][22]
- Ducat d'or, també anomenat Principat[23]
- Diner de billó, moneda equivalent a 20 sous.[24]
- Sisè d'argent inicialment, equivalent a sis diners, i a un terç de croat. Més tard de coure.[25]
- Florí d'or Moneda d'or a l'homònima de Florència, encunyada a Perpinyà per Jaume III de Mallorca el 1342, i per Pere III el 1346.[26]

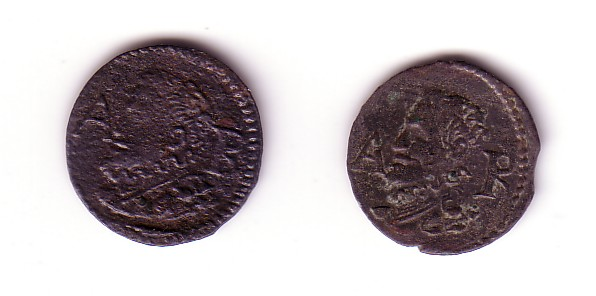
Ardit

- Ardit Moneda de billó, utilitzada dels segles XVI al XVIII.
- Menut de Banyoles diner de billó, encunyat a Banyoles entre l'any 1600 i el 1605.[27]
- Dobler de billó també anomenat doblenc, moneda de Mallorca, equivalent a 2 diners.
- Pes dur, (peso duro en castellà) també anomenat duro d'argent, o simplement duro.[28]
- Reial d'or de Mallorca, també anomenar real o ral equivalent a 10 reials d'argent.
- Reial d'argent equivalent a 2 sous. 8 reials d'argent equivalent a 1 duro.
- Rals de billó, 20 rals de billó equivalent a 1 duro.
- Coronat, moneda on el rei duu una corona.

Ocupació francesa de 1808 a 1814

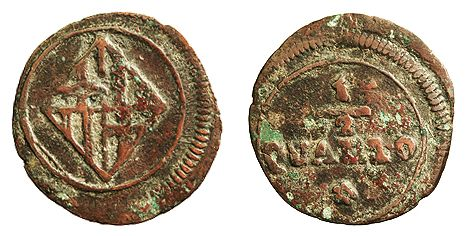
Peça de mig quarto de Josep Bonaparte, emesa a Barcelona

El 1809 la Junta Superior del Principat va crear la Casa de Moneda de Catalunya.
- Napoleó que equival a 5 pecetes. Solia portar inscrita l'abreviació Nap.[30]
- Quart. El seu plural quartos donà origen a diverses expressions com ara tenir molts quartos.
- Peceta de Barcelona. Moneda d'argent encunyada a Barcelona els anys 1836 i 1837 per ordre de la Junta d'Armament i Defensa del Principat.[31]

Sistema espanyol
- Escut establert l'any 1864, 10 escuts equivalent a un ral de billó.[32]
- Pesseta establerta l'any 1869, 40 escuts equivalent a 1 pesseta.[33]
- Ecu, establert l'any 1999, que era una unitat de compte, valorat segons les divises europees i va ser substituït per l'euro.[34]

Sistema europeu
- Euro establert l'any 2002, 166,386 pessetes equivalen a un euro.

## Projectes de moneda
- Eurocat[35]
- Catalonia Coin[36]